# Manoir de Plascaër
Le manoir de Plascaër est situé à Priziac en France.

## Localisation
Le manoir est situé sur le territoire de la commune de Priziac, au lieu-dit le Plascaër, dans le département du Morbihan en région Bretagne}.

## Description
Le manoir date de la première moitié du XVIIIe siècle, c'est un édifice à un étage carré, élévation à travées. Le cadran solaire porte la date de 1739. Toiture à longs pans recouverte d'ardoises, pignon couvert. Escalier hors-œuvre : escalier à vis sans jour.

## Historique
Le manoir est inscrit à l'inventaire général du patrimoine culturel.